# Király Ernő (zeneszerző)
Király Ernő (Szabadka, 1919. március 16. – Újvidék, 2007. december 14.) vajdasági néprajzkutató, avantgárd zeneszerző. 1954-től 1983-ig az Újvidéki Rádió magyar népzenei műsorait szerkesztette, és állandó munkatársa volt a Magyar Szó művelődésrovatának. Feltalált és megszerkesztett két új hangszert, a citrafont 1974-ben és a tablofont 1976-ban.

## Életrajz
1949 óta komponált. Több mint ötvenéves zeneszerzői munkássága alatt változatos művek sokaságát hozta létre. Első figyelemre méltó szerzeményei közé a szabadkai költők verseinek megzenésítései tartoznak. Műveinek meghatározója a népzene és az avantgárd találkozása. Szerzeményei nagy visszhangot keltettek egész Európában.

Az általa feltalált új hangszerekkel bejárta az egész világot. Citrafonra írt szerzeményei hanglemezen és CD-n megjelentek számos ország lemezboltjaiban és a zeneszakértők polcain. Újraértékelte és újra felfedezte a citerát, az egyik legautentikusabb magyar népi hangszert. A citerazenekarok újjáalakulása és mozgalommá fejlődése ugyancsak Király Ernőnek köszönhető, továbbá a citerazenekarok találkozója a Durindó is.
Élete során több, mint háromezer magyar, szerb, ruszin, cigány népdalt gyűjtött, rendszerezett és rendezett könyv formájába. Vajdasági cigány népzenei gyűjtése egyedülálló kiadvány.
1992-től a Magyar Művészeti Akadémia tagja volt. 2003. december 4-én a budapesti Károlyi palotában "Magyar művészetért" díjat kapott.

## Néprajzi művei, publikációi
- A szlavóniai szigetmagyarság ősi népzenéje (in: Kalangya, Újvidék, 1941. Újra közölve: Szlavóniai hétköznapok, Újvidék, 1973.)
- Pokladni običaji kod Mađara u Vojvodini (in: Kongres Folklorista Jugoslavije, Szarajevó, 1962.)
- Magyar népdalok (1962)
- 51 magyar népdal (1965)
- 60 magyar népdal (1965)
- 52 magyar népdal (1966)
- 53 magyar népdal (1966)
- Gyöngykaláris I.-V. (1972, 1973)
- Horgosi népdalok (1974)
- Örökségünk - A Drávaszög népzenéje I-IV, Örökségünk - Egy magyar szórvány népzenéje I-II. (Magyar Képesújság, Eszék, 1976. 18-20. és 15-16. sz.)
- Gombos és Doroszló népzenéje (Jugoszláviai Magyar Népzene Tára I.) (1982)
- Gyöngykaláris VI. (1991)

## Díjai, elismerései
- Párhuzamos Kultúráért díj (2005)[1]